# Maoripsocus africanus
Maoripsocus africanus är en insektsart som först beskrevs av Ribaga 1911.  Maoripsocus africanus ingår i släktet Maoripsocus och familjen fransvingestövsländor. Inga underarter finns listade i Catalogue of Life.